# Alex Vanopslagh

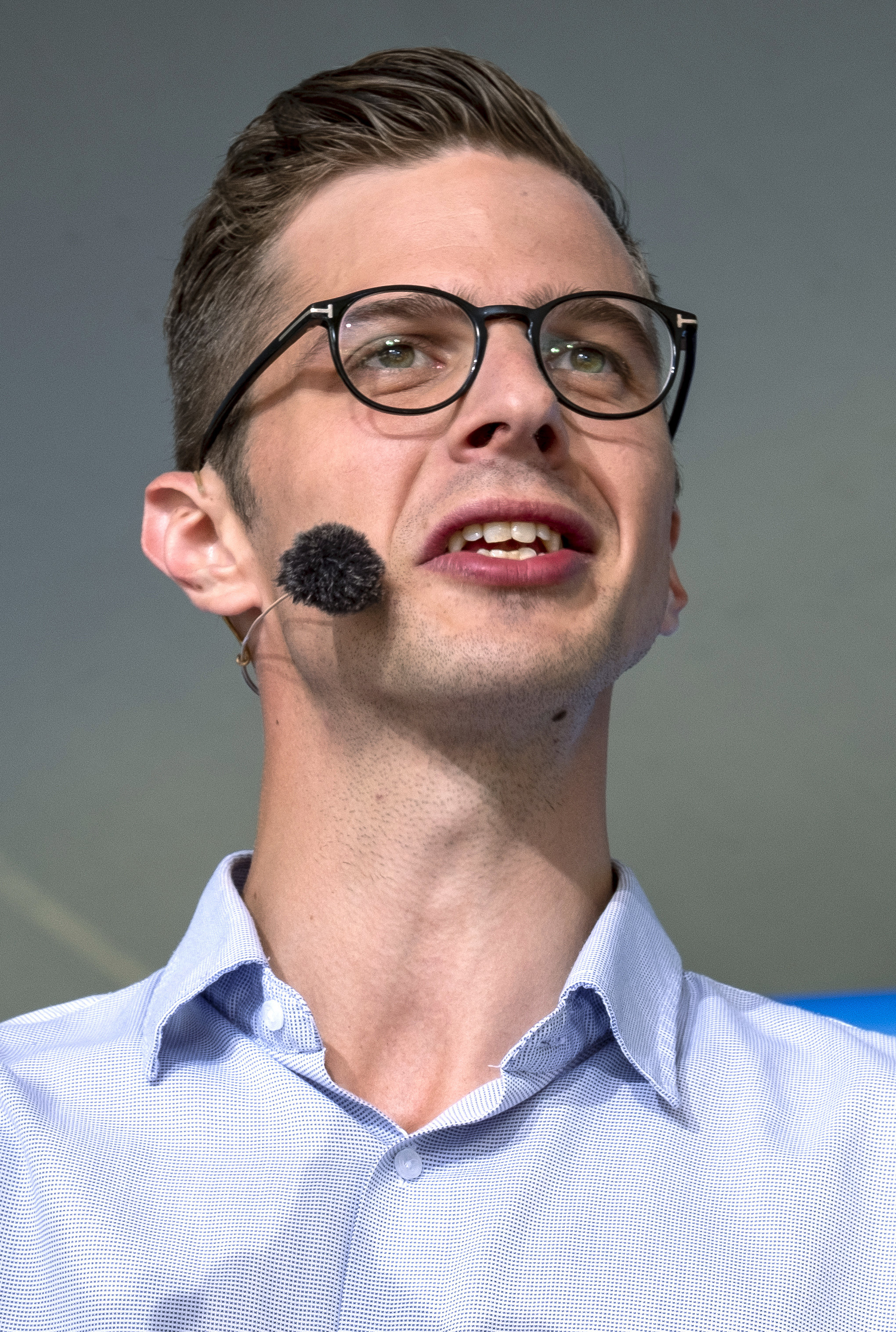
Vanopslagh (2019)

Alex Dominique Kristensen Vanopslagh (* 17. Oktober 1991 in Épernay, Frankreich) ist ein dänischer Politiker und Abgeordneter des dänischen Folketings. Seit 2019 ist er Parteivorsitzender der Liberalen Allianz.

## Leben und Ausbildung
Vanopslagh wurde im französischen Épernay als Sohn eines Metzgers geboren und kam mit 5 Jahren nach Dänemark. Er wuchs in Struer und Herning auf, wo er 2011 sein Abitur ablegte. Nach eigenen Angaben wollte er zunächst Journalist werden, scheiterte jedoch an der Aufnahmeprüfung der Journalistenhochschule, nachdem er irrtümlich den falschen Bus genommen hatte. Stattdessen studierte er Politikwissenschaften. Seinen Bachelor-Abschluss in diesem Fach erwarb er an der Süddänischen Universität in Odense, im Anschluss absolvierte er ein Masterstudium an der Universität Kopenhagen. Nach seinem Abschluss arbeitete bis zu seiner Wahl in den Folketing als Lobbyist.
Vanopslagh hat einen Sohn, der nach dem wirtschaftsliberalen Vordenker Milton Friedman benannt ist.

## Politische Laufbahn
Vanopslagh ist seit 2011 Mitglied der Liberal Alliance, einer wirtschafts– wie gesellschaftspolitisch klassisch-liberalen bis libertären Partei. Von 2014 bis 2016 war er Vorsitzender der innerparteilichen Jugendorganisation Liberal Alliance Ungdom. Bei den Kommunalwahlen 2017 kandidierte er erfolgreich für einen Sitz im Kopenhagener Stadtrat.
Bei der Folketingswahl 2019 wurde er für die Liberal Alliance im Wahlkreis West-Jütland ins dänische Parlament gewählt. Dennoch verlief die Wahl für die Gesamtpartei enttäuschend. Die Zwei-Prozent-Hürde wurde nur knapp übersprungen und im Vergleich zur vorherigen Wahl stand ein Verlust von neun Mandaten zu Buche, darunter auch das des damaligen Parteivorsitzenden Anders Samuelsen. Daraufhin trat Samuelsen von seinem Amt zurück und die Parlamentsfraktion wählte Vanopslagh zu seinem Nachfolger.
Bei den Folketingswahlen 2022 verbesserte sich die Liberale Allianz unter seiner Führung stark, mit 7,9 % der Stimmen und 14 Mandaten konnte das Ergebnis von 2019 in etwa verdreifacht werden. Auch Vanopslagh selber sicherte sich im Wahlkreis Ostjütland erneut ein Parlamentsmandat. Dabei entfielen über 38.000 Personenstimmen auf ihn, parteiübergreifend die viertmeisten aller Kandidaten. Insbesondere bei jungen Wählern erhielten die Liberale Allianz großen Zuspruch. Bereits im Wahlkampf war Vanopslagh aufgrund seines starken Verwendung der populären Video-App als „König von TikTok“ bezeichnet worden.

## Politische Positionen
In Übereinstimmung mit der Linie seiner Partei tritt Vanopslagh für niedrigere Steuern, einen schlankeren Öffentlichen Sektor und stärkere Anreize für Arbeitslose zur Arbeitssuche ein.
Zudem tritt er als scharfer Kritiker der Regierung von Mette Frederiksen auf, die er als das „Schlechteste für die demokratische Regierung und den Rechtsstaat seit dem Zweiten Weltkrieg“ bezeichnete. Im Zuge des Nerzskandals forderte er Frederiksen auf, zurückzutreten.